# RAN轉譯

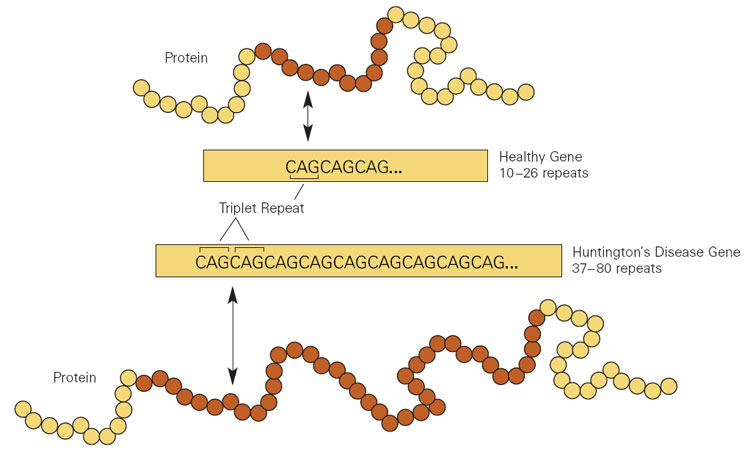
亨丁頓舞蹈症病患的Htt基因的CAG重複數目較一般人多，可進行RAN轉譯產生致病蛋白

RAN轉譯全稱為重複區關聯的非AUG轉譯（英語：Repeat Associated Non-AUG translation），是真核生物細胞中一種異常的mRNA轉譯機制，發生在具簡單重複序列（微衛星）的mRNA上，不需起始密碼子AUG即可轉譯重複序列，產生由一或兩種（少數案例為數種）胺基酸組成的重複蛋白。此轉譯機制最早於2011年在第八型小腦萎縮症（SCA8）與第一型強直性肌肉失養症（DM1）患者中發現，上述兩種疾病與亨丁頓舞蹈症及肌萎缩性脊髓侧索硬化症等數種神經退化性疾病患者的某些基因中皆有三核苷酸重复序列扩增，在神經組織中由RAN轉譯生成重複蛋白，可能與其致病原因有關。目前對RAN轉譯的詳細過程與調控機制尚不清楚。

## 機制
絕大多數的真核轉譯是始於起始密碼子AUG，其中多數依賴5′端帽（少數病毒mRNA則是使用內部核糖體進入位點），轉譯起始時eIF4F複合體與mRNA的5′端帽結合，核糖體小次單元、起始tRNA及eIF1等蛋白組成43S前起始複合物，並從mRNA的5′往3′掃描，直到發現AUG後開始轉譯。RAN轉譯則發生在一些具有簡單重複序列（微衛星）的mRNA，不使用AUG作為起始密碼子，可能自重複序列上游近似AUG的密碼子（如CUG）起始，也可能自重複序列開始轉譯，通常沒有固定的開放閱讀框，可產生多種可能對細胞具毒性的單胺基酸重複蛋白或二肽重复蛋白（DPR）。簡單重複序列可能位於mRNA的5′非轉譯區、編碼區或內含子中，有些案例中與基因互補的另一股DNA也會被轉錄成mRNA（反義RNA），且兩者的重複序列均能以所有開放閱讀框進行RAN轉譯，因此最多能產生6種重複蛋白。除人類細胞外，已知酵母菌也可進行RAN轉譯。
許多神經退化性疾病與基因中微衛星序列重複數異常有關，通稱三核苷酸重复序列疾病，過去多認為此突變表現的RNA或蛋白為致病主因，近年則有觀點認為RAN轉譯可能為這些疾病的致病機制之一，但也有研究結果不支持此結論。RAN轉譯的詳細機制有待更多研究闡明，尚不清楚此過程較近似一般的5′端帽依賴型轉譯或內部核糖體進入位點依賴型轉譯，有證據顯示此過程需5′端帽，轉譯起始時可能核糖體也有從mRNA5′往3′掃描的過程，也有證據顯示其起始和重複序列形成的二級結構有關。RAN轉譯也受到一些細胞反應調控，例如整合应激反应時會抑制一般轉譯，但可能促進RAN轉譯的進行；另外有研究發現核糖體蛋白RPS25對RAN轉譯相當重要。目前對RAN轉譯的了解大多侷限於其在神經退化性疾病中扮演的角色，對正常狀態下（序列重複數正常的個體中）的RAN轉譯了解甚少，有研究結果顯示FMR1基因中的RAN轉譯可抑制正常FMR1蛋白（FMRP）的表現，因而有類似上游開放閱讀框（uORF）的功能。

## 案例
RAN轉譯已在數種神經退化性疾病患者中發現，包括第八型小腦萎縮症（SCA8）患者ATXN8基因的CAG重複與ATXN8OS的CTG重複、第31型小腦萎縮症（SCA31）患者BEAN基因的TGGAA重複與SCA31-AS的TTCCA重複、額顳葉失智症（FTD）與肌萎缩性脊髓侧索硬化症（ALS）患者C9ORF72基因的GGGGCC重複與C9orf72-AS的GGCCCC重複、第一型強直性肌肉失養症（DM1）患者DMPK基因基因的CTG重複與DM1-AS的CAG重複、第二型強直性肌肉失養症（DM2）患者CNBP基因中的CCTG重複與DM2-AS的CAGG重複、亨丁頓舞蹈症患者Htt1基因的CAG重複與HTT-AS1的CTG重複、福斯氏角膜內皮失養症（FECD）患者TCF4基因的CTG重複與TCF4-AS的CAG重複等。

### C9ORF72
人類神經組織中表現的C9ORF72基因一般有20至30個GGGGCC的短重複序列 ，少數人在此位點發生突變而具有上百個短重複序列 ，可能導致額顳葉失智症（FTD）或肌萎缩性脊髓侧索硬化症（ALS），其致病機制可能為影響和一些蛋白的結合能力，降低正常C9ORF72蛋白的表現量，或者是RAN轉譯所致，此位點的三個開放閱讀框分別可轉譯出數種二肽重复蛋白，包括多甘氨酸-丙氨酸（poly GA）、多甘氨酸-脯氨酸（poly GP）、多甘氨酸-精氨酸（poly GR）等，可能在神經元中具有毒性而致病，有約40%的FTD和約10%的ALS患者具有此突變，且與此基因互補的另一股DNA也會轉錄成mRNA並進行RAN轉譯，因此共能產生六種重複蛋白。C9ORF72進行RAN轉譯可能使用上游的CUG密碼子作為起始，此起始不只可轉譯出GA重複蛋白，還可能藉G-四聯體介導的轉譯連讀轉譯出GP與GR重複蛋白。另外此基因內含子中有一個上游開放閱讀框（uORF）可抑制RAN轉譯。

### X染色體脆折症運動失調症候群
X染色體脆折症運動失調症候群與FMR1基因的CGG重複序列有關，多數人在此區域的重複少於50個，而此症病患大多有超過200個重複，此位點可轉譯出由甘氨酸組成的重複多肽，且其轉譯始於重複序列上游的一個特殊起始密碼子ACG。

### 亨丁頓舞蹈症
亨丁頓舞蹈症是Htt1基因中的CAG重複序列擴增造成，可以所有開放閱讀框進行RAN轉譯產生多麩醯胺酸、多丙氨酸和多絲氨酸三種重複蛋白，且與其互補的DNA也會轉錄成mRNA（具CUG重複序列），亦可以所有開放閱讀框進行RAN轉譯產生多白胺酸、多半胱氨酸和多丙氨酸等三種重複蛋白，具突變的老鼠模型顯示這些重複蛋白在前額葉和小腦的腦區累積，可能造成神經發炎等損傷。